# Солнцев, Виктор Петрович
Виктор Петрович Солнцев (10 ноября 1946, Кацбахский, Челябинская область — 17 марта 2019, Тольятти, Самарская область) — советский и российский тренер по лёгкой атлетике, Заслуженный тренер Российской Федерации (2010).
На протяжении многих лет готовил мастеров и членов сборных команд СССР и России в широком диапазоне беговых дисциплин — от спринта до марафона.

## Биография
Родился 10 ноября 1946 года.
Окончил Волгоградский государственный институт физической культуры (ныне Волгоградская государственная академия физической культуры) в 1974 году. По окончании вуза начал тренерскую деятельность в Тольятти в «Куйбышевгидрострое». Затем Более тридцати работал тренером-преподавателем в СДЮСШОР № 3 «Лёгкая атлетика» города Тольятти.
Подготовил многих выдающихся спортсменов, в их числе:
- Тимофеева, Ирина Николаевна — заслуженный мастер спорта России, Олимпийской сборной России на Олимпиаде 2008 в Пекине.
- Григорьева, Лидия Николаевна — мастер спорта России международного класса, участница Олимпийских игр 2000 и 2004 годов.
- Бурыкина, Елена Ивановна — мастер спорта России международного класса в марафоне, мастер спорта России в беге на 10000 метров.
- Малькова, Жанна — мастер спорта России международного класса, победитель международных марафонов 2004—2009 годов (Югославия, Франция, США, Швейцария).
- Егорычев, Михаил Валерьевич — мастер спорта России международного класса в спринте, чемпион России, победитель соревнований «Русская зима», финалист чемпионата Европы.

Награждён знаком «Отличник физической культуры и спорта» (1991), дипломом Министерства спорта, туризма и молодёжной политики РФ (2009, за подготовку победителя Спартакиады учащихся России) и другими наградами.
Умер в Тольятти 17 марта 2019 года.